# Living Eyes
Living Eyes (рус. Животрепещущие глаза) — шестнадцатый студийный альбом британской группы Bee Gees, вышедший в октябре 1981 года.

## Об альбоме
Звучание пластинки уходит от танцевального стиля диско, превалировавшего в записях коллектива 1970-х годов. Возможно, именно по этой причине альбом и не возымел такого же коммерческого успеха в сравнении с предыдущими релизами. Всего мировые продажи составили 750 тысяч экземпляров (для сравнения, изданный двумя годами ранее Spirits Having Flown разошёлся тиражом в 16 млн копий). Пластинку постиг провал в Великобритании — 73-е место чарта, с американским хит-парадом ситуация обстояла не намного лучше — 41-я позиция. Наибольшего успеха издание добилось в Испании (#4) и Норвегии (#6). Кроме того, это последний альбом группы, выпущенный в сотрудничестве с лейблом RSO Records — спустя некоторое время их поглотила компания Universal Music Group, и все активы перешли в распоряжение Polydor Records.
Композиции альбома содержат очень мало фальцетного пения, которое к этому времени уже стало своеобразной визитной карточкой группы, за исключением одной единственной песни — «Soldiers». Примечательно, что Living Eyes стал первым музыкальным альбомом, выпущенным на компакт-диске, носителе, только-только поступившем в производство. Тем не менее, носитель не стал для Bee Gees традиционным, и все последующие записи, созданные в 1980-е годы, они продолжили выпускать на архаичных грампластинках. Презентация альбома состоялась в телевизионной передаче Tomorrow’s World, транслируемой на канале BBC.
Песня «Heart (Stop Beating in Time)» позже стала известной в исполнении Лео Сэйера. Композицию под названием «Hold Her in Your Hand» позже переписал Морис Гибб и в новом звучании добавил в саундтрек к фильму «Редкая порода».[прояснить]

## Список композиций
1. «Living Eyes» — 4:20
2. «He's a Liar» — 4:05
3. «Paradise» — 4:21
4. «Don’t Fall in Love with Me» — 4:57
5. «Soldiers» — 4:28
6. «I Still Love You» — 4:27
7. «Wildflower» — 4:26
8. «Nothing Could Be Good» — 4:13
9. «Cryin' Everyday» — 4:05
10. «Be Who You Are» — 6:42